# 八坂芽依
八坂 芽依（やさか めい、1996年12月5日 - ）は、大分県別府市出身の元女子サッカー選手。日ノ本学園高等学校出身。現役時のポジションはミッドフィールダー。

## 来歴
5歳の頃からサッカーを始め、野口FC、大分トリニータレディースを経て、2012年に兵庫県の日ノ本学園高等学校に進学。高校在学時には夏のインターハイ3連覇、2・3年次に全日本高等学校女子サッカー選手権大会の連覇を達成した。
2015年、アルビレックス新潟レディースに入団。入団2年目の2016年5月28日に行われたなでしこリーグ第11節INAC神戸レオネッサ戦で後半38分に公式戦初得点となる決勝ゴールを挙げ、チームの2-1の勝利に貢献した。同年12月23日、第38回皇后杯全日本女子サッカー選手権大会準決勝・日テレ・ベレーザ戦の後半8分に決勝ゴールを挙げてチームを1-0の勝利に導き、チームの同大会2年連続4度目の決勝進出に貢献した。
2017年2月にアルビレックス新潟レディースが実施した沖縄キャンプのトレーニング中に負傷し、右膝前十字靭帯損傷で全治7ヶ月の診断を受けた。
2019年1月、INAC神戸レオネッサに完全移籍することが発表された。
2020年12月、AC長野パルセイロ・レディースに完全移籍することが発表された。
2021年4月17日、トレーニングマッチ中に外側半月板水平断裂の負傷したことが発表された。
2022年5月11日、2021-22シーズン限りで現役を引退することが発表された。7月22日に当時AC長野パルセイロに在籍していた喜岡佳太との入籍を発表した。

## 個人成績
| 国内大会個人成績 | 国内大会個人成績             | 国内大会個人成績 | 国内大会個人成績 | 国内大会個人成績 | 国内大会個人成績 | 国内大会個人成績 | 国内大会個人成績 | 国内大会個人成績 | 国内大会個人成績 | 国内大会個人成績 | 国内大会個人成績 |
| 年度             | クラブ                       | 背番号           | リーグ           | リーグ戦         | リーグ戦         | リーグ杯         | リーグ杯         | オープン杯       | オープン杯       | 期間通算         | 期間通算         |
| 年度             | クラブ                       | 背番号           | リーグ           | 出場             | 得点             | 出場             | 得点             | 出場             | 得点             | 出場             | 得点             |
| 日本             | 日本                         | 日本             | 日本             | リーグ戦         | リーグ戦         | リーグ杯         | リーグ杯         | 皇后杯           | 皇后杯           | 期間通算         | 期間通算         |
| ---------------- | ---------------------------- | ---------------- | ---------------- | ---------------- | ---------------- | ---------------- | ---------------- | ---------------- | ---------------- | ---------------- | ---------------- |
| 2013             | 日ノ本学園高校               | 14               | -                | -                | -                | -                | -                | 3                | 1                | 3                | 1                |
| 2014             | 日ノ本学園高校               | 10               | -                | -                | -                | -                | -                | 1                | 0                | 1                | 0                |
| 2015             | アルビレックス新潟レディース | 28               | なでしこ1部      | 7                | 0                | -                | -                | 0                | 0                | 7                | 0                |
| 2016             | アルビレックス新潟レディース | 28               | なでしこ1部      | 13               | 4                | 8                | 0                | 5                | 1                | 26               | 5                |
| 2017             | アルビレックス新潟レディース | 28               | なでしこ1部      | 0                | 0                | 0                | 0                | 0                | 0                | 0                | 0                |
| 2018             | アルビレックス新潟レディース | 28               | なでしこ1部      | 6                | 0                | 0                | 0                | 3                | 1                | 9                | 1                |
| 2019             | INAC神戸レオネッサ           | 28               | なでしこ1部      | 15               | 1                | 9                | 1                | 4                | 1                | 28               | 3                |
| 2020             | INAC神戸レオネッサ           | 28               | なでしこ1部      | 7                | 0                | -                | -                | 3                | 1                | 10               | 1                |
| 2021-22          | AC長野パルセイロ・レディース | 7                | WE               | 10               | 0                | -                | -                | -                | -                | 10               | 0                |
| 通算             | 日本                         | 日本             | 1部              | 58               | 5                | 17               | 1                | 15               | 4                | 90               | 10               |
| 通算             | 日本                         | 日本             | その他           | -                | -                | -                | -                | 4                | 1                | 4                | 1                |
| 総通算           | 総通算                       | 総通算           | 総通算           | 58               | 5                | 17               | 1                | 19               | 5                | 94               | 11               |

- 日本女子サッカーリーグ
  - 初出場 - 2015年4月11日 なでしこリーグ1部 レギュラーシリーズ 岡山湯郷Belle戦 (新発田市五十公野公園陸上競技場)
  - 初得点 - 2016年5月28日 なでしこリーグ1部 INAC神戸レオネッサ戦 (新潟市陸上競技場)

- WEリーグ
  - 初出場 - 2021年9月12日 第1節 アルビレックス新潟レディース戦 (デンカビッグスワンスタジアム)

## タイトル

### クラブ
- 日ノ本学園高等学校
  - 全国高等学校総合体育大会サッカー競技大会：3回（2012年、2013年、2014年）
  - 全日本高等学校女子サッカー選手権大会：2回（2013年、2014年）